# إجهاد تفاضلي

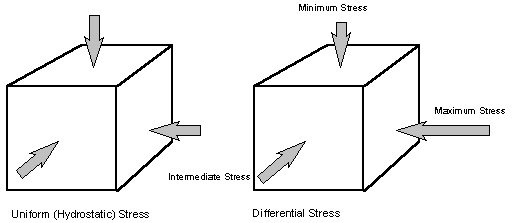

الإجهاد التفاضلي هو الفرق بين أكبر وأقل إجهاد ضاغط يتعرض له الكائن. وبالنسبة للمصطلحات الجيولوجية والهندسة المدنية، يكون {\displaystyle \sigma _{1}} عبارة عن أكبر إجهاد ضاغط، في حين أن {\displaystyle \sigma _{3}} هو أقل إجهاد ضاغط،
{\displaystyle \!\sigma _{D}=\sigma _{1}-\sigma _{3}}.
وفي مجالات الهندسة الأخرى وفي الفيزياء، يكون {\displaystyle \sigma _{3}} هو أكبر إجهاد ضاغط، في حين أن {\displaystyle \sigma _{1}} هو أقل إجهاد ضاغط، وبالتالي
{\displaystyle \!\sigma _{D}=\sigma _{3}-\sigma _{1}}.
وقد نشأت هذه المصطلحات لأن علماء الجيولوجيا والهندسة المدنية (خصوصًا ميكانيكا التربة) يهتمون في الغالب بالفشل في الضغط، في حين أن العديد من المهندسين الآخرين يهتمون بالفشل في الشد. وهناك سبب إضافي للمصطلح الثاني، وهو أنه يسمح بجعل الضغط الإيجابي يتسبب في زيادة حجم كائن قابل للانضغاط، مما يجعل مصطلح العلامة ذاتي الاتساق.
وفي الجيولوجيا البنيوية، يتم استخدام الإجهاد التفاضلي لتقييم ما إذا كان سيحدث الشد أو فشل القص عندما تلامس دائرة مور (التي يتم رسمها باستخدام و) مغلف الفشل للصخور. وإذا كان الضغط التفاضلي أقل من أربعة أضعاف مقاومة الشد للصخور، فإنه يقع فشل ممتد. وإذا كان الإجهاد التفاضلي أكثر من أربعة أضعاف مقاومة الشد للصخور، فإنه يحدث فشل القص.